# Фізіотерапія
Фізіотерапія (від грец. physis — природа + «therapeia» — лікування) — складова фізичної реабілітації, область медицини, що вивчає фізіологічну дію природних (вода, повітря, сонячне тепло і світло) і штучних (електричний струм, магнітне поле та інші) фізичних факторів, а також розробляє методи їхнього лікувального профілактичного застосування.
Незважаючи на співзвучність назви (англ. physical therapy), традиційна медична фізіотерапія в пострадянських країнах, у тому числі в Україні, є аналогом апаратної електротерапії в англомовних країнах. Аналогом назви англ. physical therapy (physiotherapy) є фізична реабілітація. Тепер (2012—2015) триває процес наближення, уніфікації та диференціації комплексу суміжних професій у цих галузях із західними аналогами, тому в деяких публікаціях, а особливо, в дискусіях, можна зустріти термін «Фізіотерапія» і в пострадянському трактуванні, і в західному.
Внаслідок тривалого лобіювання Українською асоціацією фізичної терапії[джерело?] назва професії «фізична терапія» у 2016 році до Національного класифікатора України ДК 003:2010 «Класифікатор професій» під кодом 2229.2 «інші професіонали в галузі медицини» було внесено професії «фізичний терапевт», «ерготерапевт». Підготовка фізичних терапевтів Україні проводиться сумісно з підготовкою ерготерапевтів (галузь знань 22 Охорона здоров’я, спеціальність 227 Фізична терапія, ерготерапія).
Фізіотерапія радянського стилю поділяється на апаратну та неапаратну.[джерело?]
До її методів відносяться:
- бальнеотерапія (лікування мінеральними водами, грязелікування),
- кліматерапія (печерне лікування, вплив гірського повітря),
- гідро — та термотерапія (водолікування, термічне лікування),
- інгаляція (лікування через дихальні шляхи),
- механотерапія (вправи та процедури з використанням спеціальних механізмів),
- електро — і фототерапія (лікування електричним струмом і світлом)

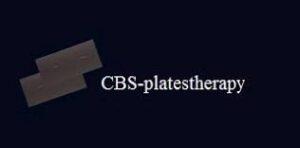

  - магнітотерапія (лікування магнітним полем)

## Основні групи фізіотерапії
Фізіотерапія — це ефективний метод лікування широкого спектра різних захворювань. Вона також сприяє швидкій реабілітації після різних хірургічних втручань. Загалом, існують три основні групи фізіотерапії:
- Скелетно-м'язова група — набір методик для лікування м'язів, кісток і суглобів (також має назву ортопедичної фізіотерапії). Дана група зазвичай включає болі у спині, розтягнення, м'язову перевтому, артрити, бурсити, робочі і спортивні травми, проблеми з поставою, обмеження рухливості. А також цей метод підходить для реабілітації після операцій.
- Кардіо-пульмонологічна група — лікування відхилень в кардіо-респіраторній системі, включаючи астму, емфізему і хронічні бронхіти. До цієї групи також входить реабілітація після операцій на легені.
- Неврологічна група — лікування порушень нервової системи: набутих травм голови, постінсультних станів, травм спинного мозку, хвороби Паркінсона і розсіяного склерозу. До цієї групи також входить реабілітація після операцій на мозку.

## Фізіотерапевтичні процедури

### Водолікування
Загальні показання:
- Холодні процедури (до 30 °C) діють загальнотонізуюче. Вони підвищують обмін речовин, опірність організму, тонус серцево-судинної та нервової систем.
- Гарячі ванни (вище 39 °C) пред'являють підвищені вимоги до роботи серцевого м'язу, їх застосовують дуже рідко. Їх рекомендовано при нирковій кольці, при деяких гострих отруєннях (пара бензину); їхнє застосування потребує обережності (від передозування).
- Теплі ванни (36—38 °C) рекомендовано при різних захворюваннях суглобів, периферійних нервів (радикуліти, плексити, неврити), міозитах; при хронічних отруєннях солями важких металів — ртуттю, свинцем (особливо теплі сульфідні).
- Процедури індиферентних температур (33—36 °C) рекомендовано при перевтомі, безсонні, нестійкості нервових процесів, вегетоневрозах, тиреотоксикозі.

### Теплолікування
- Загальні показання. Теплолікування застосовують при підгострих та хронічних ураженнях опорно-рухового апарату (суглоби, м'язи, кістки), жіночої статевої сфери, при захворюваннях та наслідках травматичних пошкоджень периферійної нервової системи (радикуліти, плексити, неврити, невралгії), при виразковій хворобі шлунку та дванадцятипалої кишки без схильності до кровотеч та не в період загострення, процесах спаювання у черевній порожнині, різних наслідків травм. Найефективніше застосування теплолікування при підгострих процесах та у початковому періоді хронічного перебігу хвороби, коли ще не відбулися грубі анатомічні незворотні зміни в ураженому органі (тканині).

- Протипоказання. Гострі інфекційні захворювання, новоутворення, туберкульоз, гострі гнійні захворювання, ураження ЦНС з порушенням чутливості, вагітність всіх строків, виражені форми атеросклерозу.

### Світлолікування
- Видимі, інфрачервоні промені
  - Показання: хронічні запальні процеси суглобів, жіночих статевих органів, печінки та жовчних шляхів, плеври, сечовивідних шляхів, порожнин носа, нервів, м'язів.
  - Протипоказання: новоутворення, схильність до кровотеч, захворювання серця з недостатністю кровообігу, виражений атеросклероз та гіпертонія, туберкульоз, захворювання ЦНС з порушенням чутливості.
- Ультрафіолетові промені
  - Показання. Загальні ультрафіолетові опромінення із профілактичною метою застосовують для попередження явищ світлового голодування, при нестачі природного сонячного світла (райони Крайньої Півночі, підземні роботи), для підвищення опірності організму інфекціям, профілактиці рахіта. Загальні опромінення із лікувальною метою застосовують при порушенні обміну речовин, фурункульозі, псоріазі, екземі, нейродерміті, захворюваннях суглобів. Місцеві опромінення застосовують при рожистому запаленні, невралгіях, невритах, радикулітах, інфекційних неспецифічних поліартритах, бронхіальній астмі, хронічних та підгострих запаленнях жіночої статевої сфери, трофічних виразках шкіри, пролежнях, для лікування ран, інфільтратів, гематом. Застосовуючи еритемні дози ультрафіолетових променів, враховують їхню болезаспокійливу, протизапальну, десенсибілізуючу дію.
  - Протипоказання: гострі форми туберкульозу, новоутворення, недостатність кровообігу, виражений атеросклероз, гіпертонічна хвороба, загальне виснаження, недокрів'я, тиреотоксикоз, захворювання нирок з недостатністю їхньої функції, захворювання нервової системи з розладами чутливості.

### Ультразвук
За допомогою ультразвуку в організм вводять лікарські засоби (анальгін, гідрокортизон, еуфілін) — фонофорез. Розрізняють місцевий вплив безпосередньо на уражену ділянку та сегментарний — на рефлексогенні зони.

### Електролікування
Гальванізація та електрофорез
- Показання до застосування: для зменшення болю при невралгіях, невритах, нейроміозитах, плекситах, радикулітах; для посилення регенеративних процесів, якщо є порушення провідності нервових шляхів при травматичних, інфекційних, токсичних невритах, плекситах, парезах, паралічах; з метою регулюючого впливу на функції ЦНС при неврозах, гіпертонічній хворобі І—ІІ стадії, виразковій хворобі, порушеннях сну, наслідків контузій, струсів мозку, судинних розладів у ділянці головного мозку та кінцівок; для покращення обміну та трофіки тканин; для розсмоктування інфільтратів при хронічних та підгострих запальних процесах у суглобах, органах малого тазу тощо.

Вибір іона при електрофорезі диктується його фармакологічною дією.
Наприклад,
- електрофорез новокаїну застосовують для знеболювання при невритах, невралгіях, розтягненні зв'язок, забитті;
- електрофорез кальцію — при захворюваннях вегетативної нервової системи, порушенні обміну кальцію, для покращення трофіки кісток, підвищення здатності крові згортатися при кровотечах:
- електрофорез йоду — при атеросклерозі церебральних судин, травматичних невритах, деяких запальних процесах у малому тазу, післяопераційних спайках, рубцях.

- Протипоказання: поширена екзема, дерматити, бешиха, злоякісні пухлини, атеросклероз у вираженій формі, серцево-судинна недостатність ІІ—ІІІ ступеня, індивідуальне несприйняття постійного струму.

Імпульсний струм низької частоти та низької напругиСтрум з прямокутною формою імпульсу — показання — неврози з порушенням сну, фантомно-больовий синдром, астеноневротичний синдром при початковому атеросклерозі судин мозку, гикавка і т. д.
Змінний струм високої частоти
1. Дарсонвалізація — показання — невралгії, випадіння волосся, шкірні парестезії, трофічні виразки, рани, які погано загоюються, тріщини заднього проходу, геморой; — протипоказання — злоякісні новоутворення та схильність до кровотеч.
2. Індуктотермія — показання — підгострі та хронічні запальні процеси, особливо ті, що розташовані глибоко у тканинах та органах, пневмонія, артрити, радікуліти, плексити, неврити, спастичні коліти, гострий нефрит; — протипоказання — злоякісні новоутворення, гострі запальні процеси (небезпека загострення), схильність до кровотеч, порушення чутливості (небезпека опіку), гнійні процеси.
3. Електричне поле ультрависокої частоти — показання — гострі запальні процеси, фурункули, карбункули, гідраденіти, синусити, гайморити, хронічні тонзиліти, отити, остеомієліти, відмороження усіх спупенів; — протипоказання — злоякісні новоутворення, схильність до кровотеч.
4. Мікрохвильова терапія — показання — такі ж як при УВЧ-терапії, а також бурсити, міозити, періартрити, захворювання зв'язкового апарату та сухожиль.

Постійне електричне поле високої напругифранклінізація — показання — невротичні стани, що супроводжуються головним болем та безсонням.
Електроаерозольінгаляціяпоказання — бронхіальна астма, бронхіти, гострі та хронічні запалення легенів.:

## Особливості поєднання методів фізіотерапії
Методи фізіотерапії можна застосовувати одночасно, послідовно один за одним або з певним інтервалом, що зумовлено видом захворювання, його стадією, характером протікання, загальним та функціональним станом організму. В залежності від поєднання, дія різних фізіотерапевтичних факторів може підсилювати та доповнювати одна одну, або ж дія одного фактора може зменшувати можливі небажані наслідки дії іншого чинника. При правильному підборі поєднання декількох фізіотерапевтичних факторів, їх дія на патологічний процес багаторазово посилюється, збільшується лікувальний вплив і ефективність лікування.
Однак деякі методи фізіотерапії не можна застосовувати в один і той самий день:
| Призначена процедура                            | Несумісні в той же день процедури |
| ----------------------------------------------- | --- |
| Індуктотермія                                   | Ультразвук, грязьові аплікації великої площі, лікувальні ванни, мікрохвильова терапія                                                                |
| Імпульсні струми низької частоти (електросон)   | Ультразвук, дарсонвалізація, індуктотермія, чотирикамерні ванни                                                                                      |
| Електричне поле УВЧ великої потужності          | Всі електропроцедури, ультрафіолетове опромінення тій же області, лікувальні та гігієнічні ванни, грязьові аплікації                                 |
| Гальванізація (електрофорез)                    | Грязьові аплікації, дарсонвалізація, душі високого тиску, вуглекислі, радонові і сульфідні ванни                                                     |
| Ванни (вуглекислі, радонові, сульфідні і т. д.) | Індуктотермія, електрофорез, озокерито-парафінолікування, грязьові аплікації, ультразвук, чотирикамерні ванни, душі, мікрохвильова терапія           |
| Загальна франклінізація                         | Ультразвук, рентгенорадіотерапія, всі електропроцедури                                                                                               |
| Дарсонвалізація                                 | Ультразвук на дану область, всі електропроцедури на дану область                                                                                     |
| Грязьові аплікації                              | Мікрохвильова терапія, лікувальні ванни, чотирьохкамерні ванни, ультразвук, озокерито-парафінолікування, душі, індуктотермія, загальна гальванізація |
| Ультразвук                                      | Радонові, сульфідні та вібраційні ванни, індуктотермія, грязьові аплікації великої площі, мікрохвильова терапія                                      |
| УФ-опромінення                                  | Сонячні ванни і всі процедури на дану область |

## Історія
Становлення фізіотерапії почалося у XVIII ст. у зв'язку з відкриттям електрики і прогресом фізики. Першим фізіотерапевтичним методом було, головним чином, електролікування. Надалі послідовно вводилися в лікувальну практику нові фізичні фактори, що відкривалися, — статична електрика (франклінізація), гальванічний струм (гальванізація і лікарський електрофорез), асиметричний змінний струм (фарадизація), струми високої частоти (дарсонвалізація, діатермія). Формування фізіотерапії як спеціального розділу медицини датується початком XX ст., коли в Льєжі відбувся 1-й Міжнародний конгрес з фізичної терапії (1905 р.).

## Подальше читання
- Справочник по физиотерапии болезней уха, горла и носа / Цыганов Алексей Иванович, Мартынюк Лидия Александровна, Колотилов Николай Николаевич, Оржешковский Владимир Вадимович, Ермилова Валентина Иосифовна ; под редакцией профессора А. И. Цыганова. — Киев : Здоров'я, 1981. — 208 с. — 30 000 прим. (рос.)
- Довідник фельдшера / під ред. А. Н. Шабанова. — 4-е вид., стереотип. — М. : Медицина, 1984. (С.?)